# Zamek w Rudzie Śląskiej
Zamek w Rudzie Śląskiej (Zamek Rudzki) – zamek w Rudzie Śląskiej-Rudzie z XIV wieku, przebudowany w XIX wieku, zachowały się fragmenty murów w ruinie.

## Historia
Zamek został zbudowany prawdopodobnie pod koniec XIV wieku przez ród Rudzkich, którzy są wzmiankowani w 1401 roku jako właściciele zamku w Rudzie. Zamek był także wzmiankowany w 1497 roku. Od roku 1543 obiekt przypuszczalnie należał do Jana Gierałtowskiego (m.in. właściciela zamku w Chudowie). W pierwszej połowie XVII wieku podczas wojny trzydziestoletniej obiekt został zniszczony. Wzmianka z dokumentu z 1665 roku opisuje, że budowla była już podupadła. W następnych latach zamek zaczęto powoli odbudowywać, przekształcając go na niewielki pałac. W 1754 roku czynna była w tym obiekcie kaplica. Pałac został przebudowany w XIX wieku w stylu neogotyckim i w tym stanie dotrwał do II wojny światowej. Obiekt należał również do Ballestremów. W 1945 roku został spalony przez żołnierzy Armii Czerwonej, a następnie opuszczony i nieremontowany całkowicie popadł w ruinę. Teren zamku pozostawał przez wiele lat zarośnięty krzewami i drzewami. Do dziś zachowały się tylko kamienne fragmenty murów o grubości do 3 metrów wskazujące na średniowieczną metrykę tego obiektu, jednak do tej pory nie przeprowadzano żadnych badań archeologicznych dotyczących tego założenia.

## Odnowa zamku
30 grudnia 2009 zamek wraz z pobliskim domem Karola Goduli został przez miasto oddany w ręce Fundacji Zamek Chudów. Fundacja zamierza ożywić to miejsce poprzez renowację kompleksu oraz udostępnieniu go do zwiedzania, a następnie zacząć organizować tam cykliczne imprezy. Najpierw jednak dojdzie do prac archeologicznych ze względu na to, że nie zachowały się żadne plany budynku, a fundacja nie wyklucza odbudowania kompleksu. Pierwsze plany próbowała narysować już fundacja Karola Goduli.

## Legenda
Dwór Ballestremów od zawsze był tajemniczą budowlą w Rudzie Śląskiej, stąd wśród mieszkańców pojawiła się legenda o tym, że zamek wcześniej należał do zakonu Templariuszy.